# 埃爾多拉多縣 (米西奧內斯省)

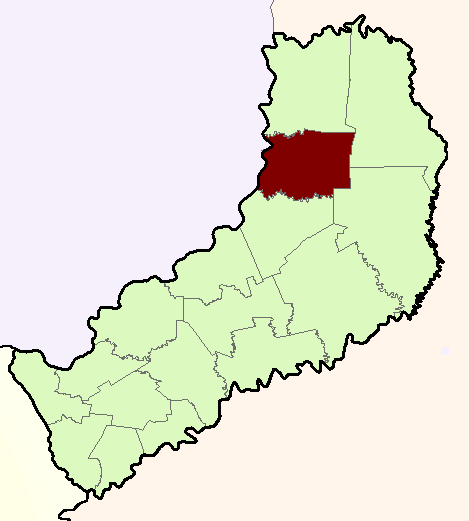

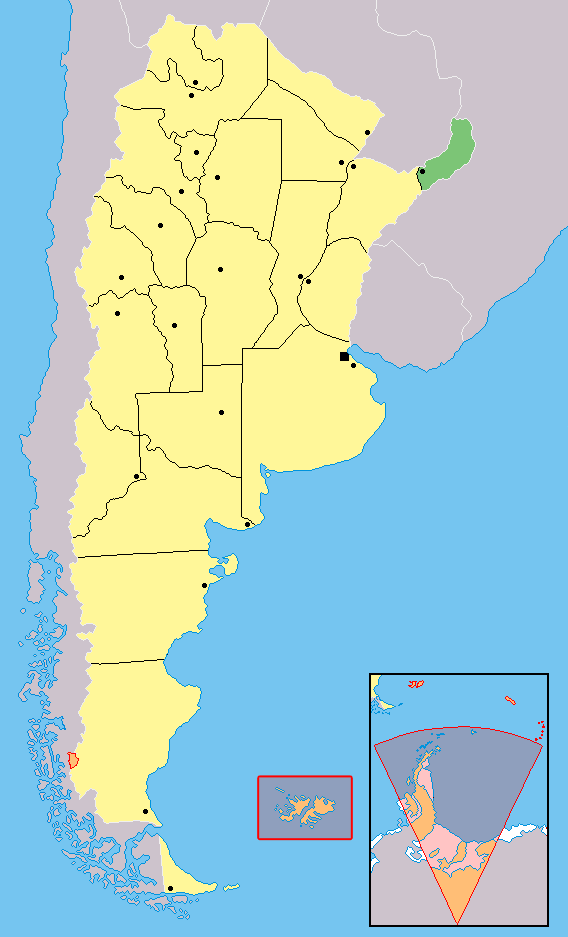

埃爾多拉多縣（西班牙語：Departamento Eldorado），是阿根廷的縣份，位於該國東北部米西奧內斯省，首府設於埃爾多拉多，面積1,960平方公里，2010年人口78,221，人口密度每平方公里39.91人。
26°24′04″S 54°37′07″W / 26.40111°S 54.61861°W